# 龍旗集団
龍旗集団（龙旗集团、Longcheer Group）は、中国に本拠を置く通信機器メーカーである。中国国内向けの携帯電話端末や、日本向けにはイー・モバイルのH11LC (LCはLongCheerの頭文字)などを開発していた。
マイクロソフトはMWC 2014において、龍旗集団がWindows Phoneのハードウェアパートナーとなったことを発表した。

## 日本向け製品
- イー・モバイル向け
  - H11LC
  - D11LC
  - D12LC
  - D21LC

- ソフトバンクモバイル向け
  - C01LC
  - C02LC